# Heliconia (Antioquia)
Heliconia est une municipalité située dans le département d'Antioquia, en Colombie.